# Angelica Teach
Angelica Teach is een personage uit de Pirates of the Caribbean-filmserie. Ze komt voor in de vierde film, Pirates of the Caribbean: On Stranger Tides, waarin ze wordt gespeeld door Penélope Cruz.

## Personage
Angelica is de dochter van Blackbeard en een oude geliefde van Jack Sparrow. Haar verleden is grotendeels onbekend. Volgens Jack is ze de enige vrouw van wie hij ooit echt gehouden heeft. Toen ze een relatie hadden, reisden ze geregeld over de zeeën en leerde Jack haar te leven als piraat. Hoe hun relatie uiteindelijk op de klippen is gelopen is niet bekend.
Angelica staat net als haar vader bekend als een meedogenloze piraat, maar ze is minder wreed dan hij. Zo weerhoudt ze hem ervan de missionaris Philip Swift te vermoorden omdat ze niet wil dat haar vader een man van God doodt. Ze is verder een uitstekend zeiler en zwaardvechter, en een meester in vermommingen.

## Rol in de film
In de film spoort Angelica Jack op omdat ze voor haar vader de Fontein van de Eeuwige Jeugd wil vinden. Ze is inmiddels eerste stuurman aan boord van haar vaders schip. Jack heeft in de film duidelijk nog steeds gevoelens voor haar.
Eenmaal bij de Fontein van de Eeuwige Jeugd wordt Zwartbaard dodelijk verwond door Hector Barbossa met een giftig zwaard. Ook Angelica wordt dodelijk getroffen. Om haar te redden, laat Jack Sparrow zowel Angelica als Blackbeard uit de fontein drinken, maar geeft Angelica de beker met daarin een traan van een zeemeermin. Hierdoor krijgt ze haar vaders resterende jaren waardoor zij geneest maar Blackbeard meteen sterft. Nadien laat Jack Angelica achter op een eiland met een pistool met één kogel omdat hij bang is dat ze haar vaders dood zal willen wreken. Een paar dagen later vindt ze de Jack-voodoopop en besluit wraak te nemen op Jack.